# 八十嶋冨五郎
八十嶋 冨五郎（やそしま とみごろう、1760年（宝暦10年） - 1819年（文政2年）11月21日（旧暦10月4日））は、摂津国東成郡（現：大阪府大阪市東成区）または和泉国大鳥郡（現：大阪府堺市）出身の元大相撲力士。本名は三輪屋（みわや）と伝わるが詳細は不明である。

## 来歴
1760年（宝暦10年）に現在の大阪府で生まれる。生誕地は摂津国または和泉国の説があるが、角界入りは地元の大坂相撲・枝川部屋で1796年10月場所で初土俵（幕内付け出し）を踏んだ。しかし現役時代は三役に昇進することも無く、幕内と十両を往復するエレベーター力士だった。特に1804年（文化元年）3月場所以降は十両の地位に甘んじており、1805年（文化2年）10月場所はさらに負け越し続きだった。
1814年（文化11年）11月場所から1818年（文化15年）2月場所にかけて記録した26連敗は当時のワースト記録だったが、驚異の持久力で「鉄人」と称され、1819年（文政2年）3月場所後の同年10月4日に現役のまま死去、60歳没。明確に記録が残る1757年以降の力士では最年長力士であり、現役死した力士においても最年長だった。
土俵上では豪快だったが、私生活では茶道や俳諧を楽しむ風流人であり、表千家不臼の門下で「東西庵八十嶋」と号した。